# Famille Béjot
Pour les articles homonymes, voir Béjot.
La famille Béjot, originaire de Bouillant (Crépy-en-Valois), est une famille bourgeoise française.

## Histoire

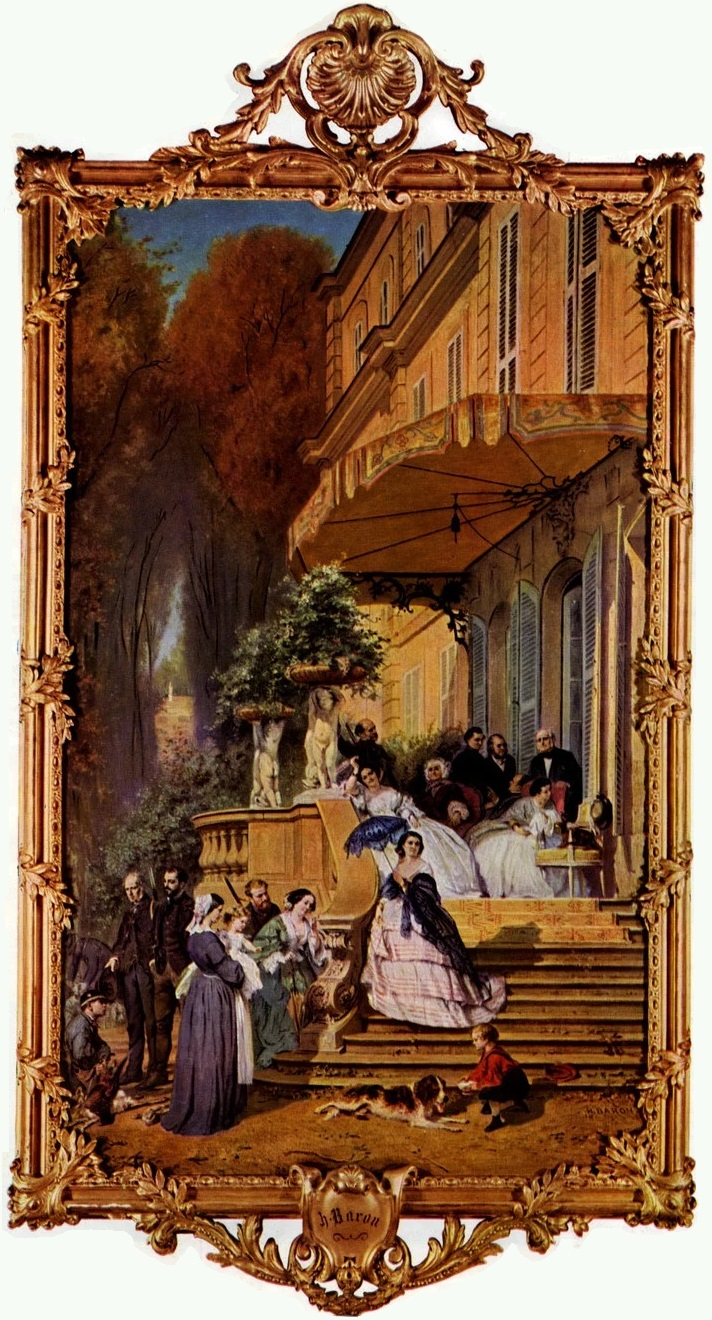
Les Béjot devant leur château de Nointel (tableau exposé par Henri Baron au Salon de 1861).

Issus de Charles Béjot, qui vivait à Bouillant, dans le Valois, à la fin du XVIe siècle, les Béjot étaient initialement des laboureurs, c'est-à-dire des paysans aisés disposant d'importants domaines agricoles.
À partir du XIXe siècle, plusieurs membres de cette famille exercent la profession d'agent de change à Paris et adoptent un mode de vie aristocratique. Quelques-uns obtiennent des mandats politiques, à l'instar de Paul (1832-1897) et de son neveu Edmond (1863-1912), monarchistes ralliés à la Troisième République,.

## Personnalités
- Charlemagne Béjot I (1755-1830), député à l'Assemblée nationale législative (1791-1792) ;
- Paul Béjot (d) (1832-1897), arrière-petit-fils de Charlemagne (I), agent de change, maire de Nointel ;
  - Henri Béjot (d) (1855-1944), fils de Paul, agent de change, maire de Nointel ;
- Georges Béjot (d) (1835-1913), frère de Paul, agent de change, maire de Millemont, président de la Société centrale des chasseurs ;
  - Edmond Béjot (d) (1863-1912), fils de Georges, conseiller général des Vosges pour le canton de Brouvelieures ;
    - Georges Béjot (d) (1904-1985), fils d'Edmond, l'un des plus jeunes maires de France en 1929 en tant que maire de Millemont[4].

Portraits
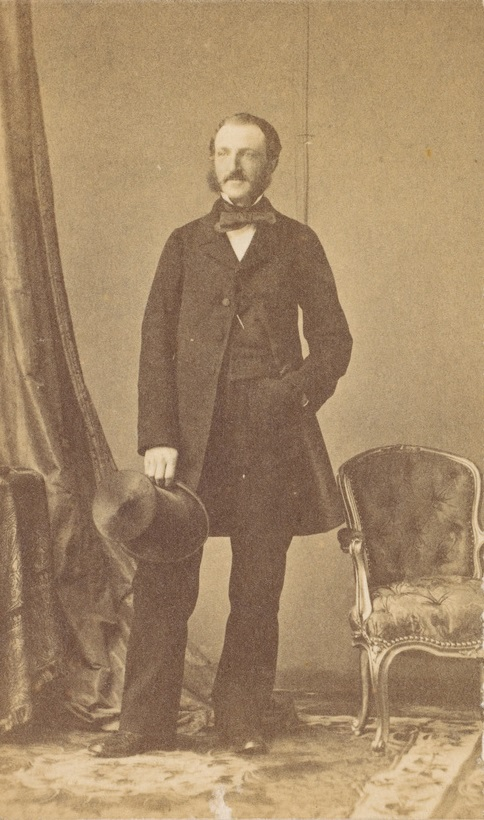
Paul Béjot (d) (1832-1897)
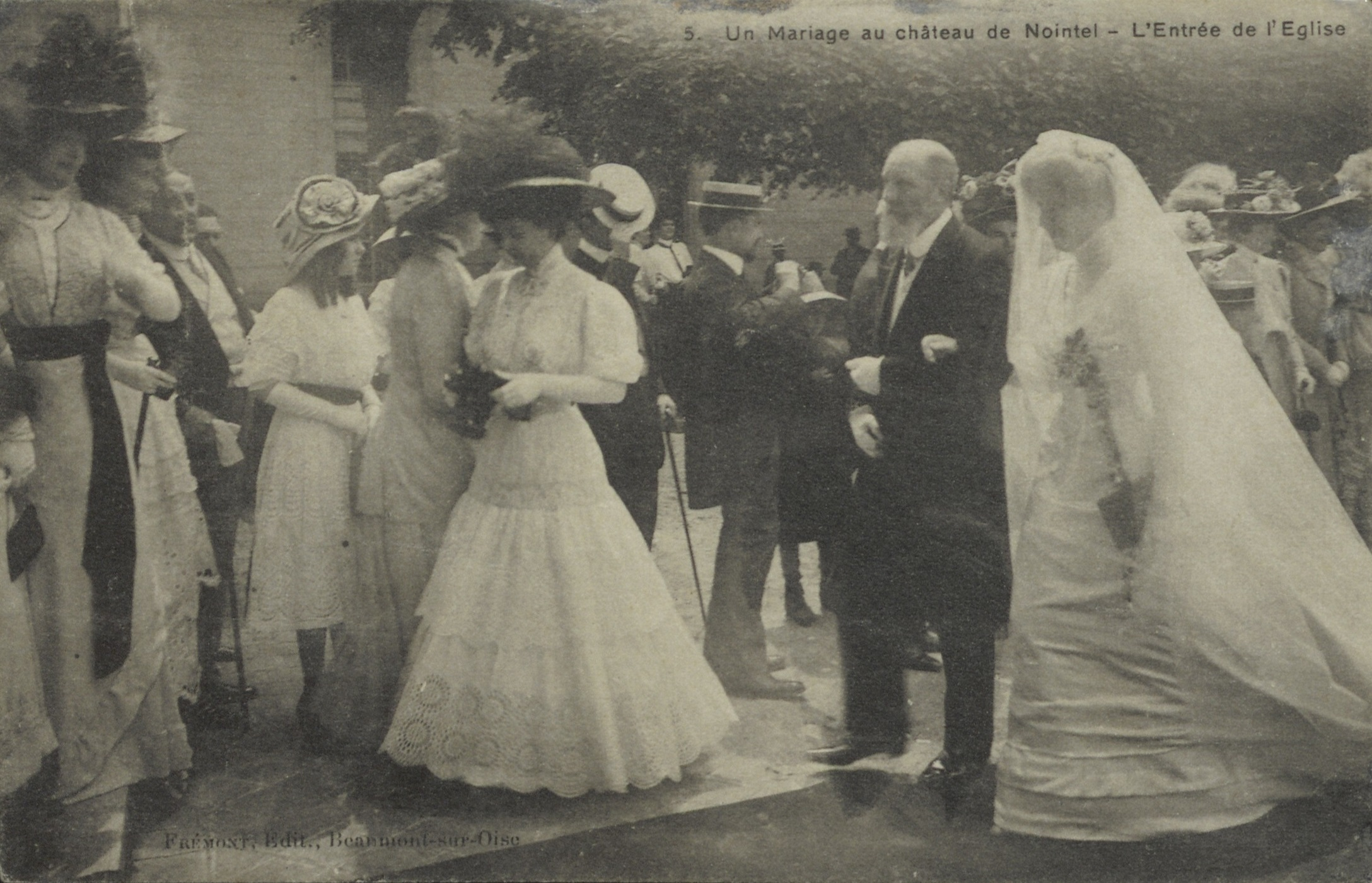
Mariage, à Nointel, en 1908, de la fille d'Henri Béjot (d) (1855-1944), Amélie, avec Jacques Fauchier-Magnan (1885-1964), frère d'Adrien Fauchier-Magnan.
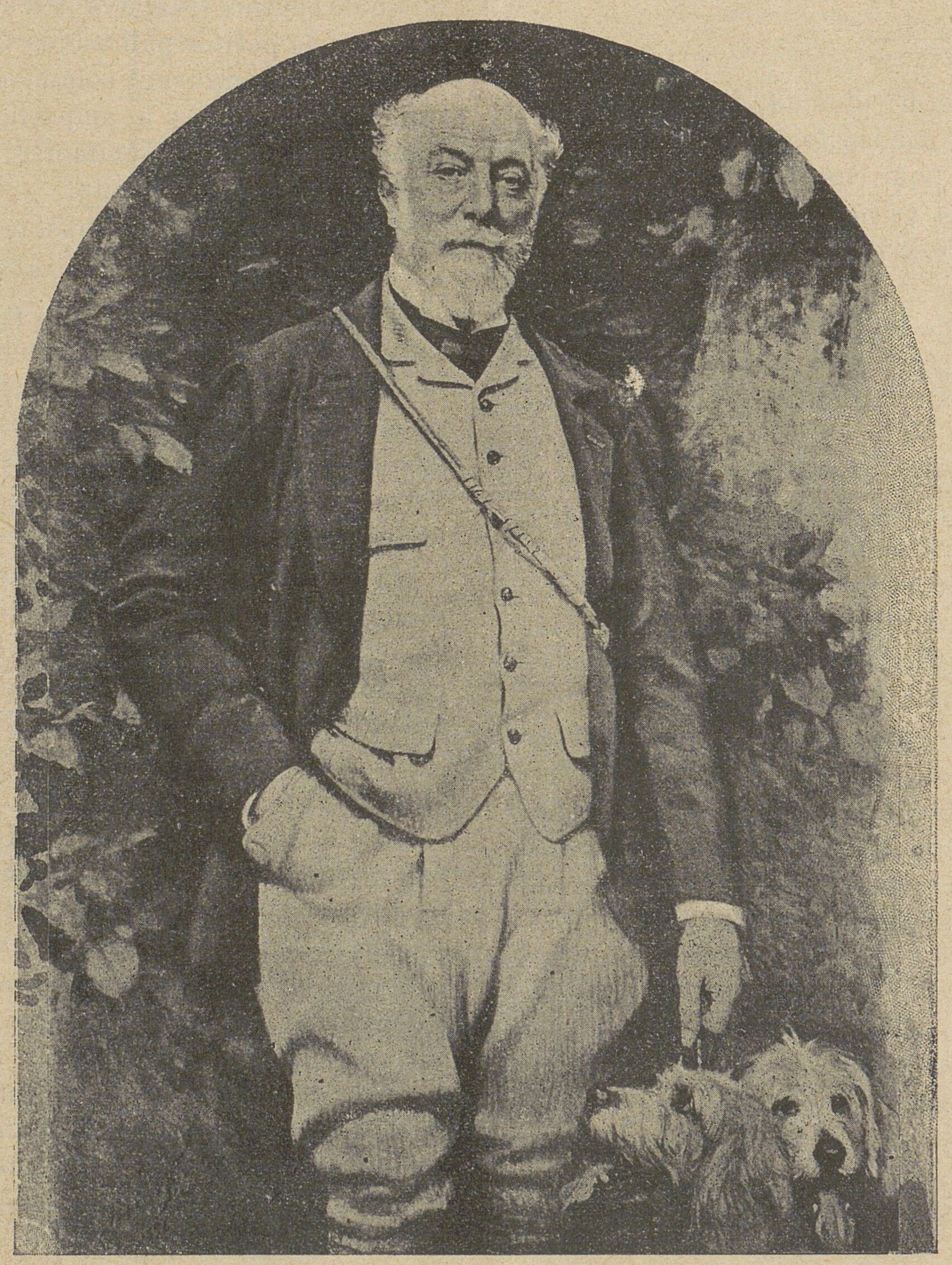
Georges Béjot (d) (1835-1913)
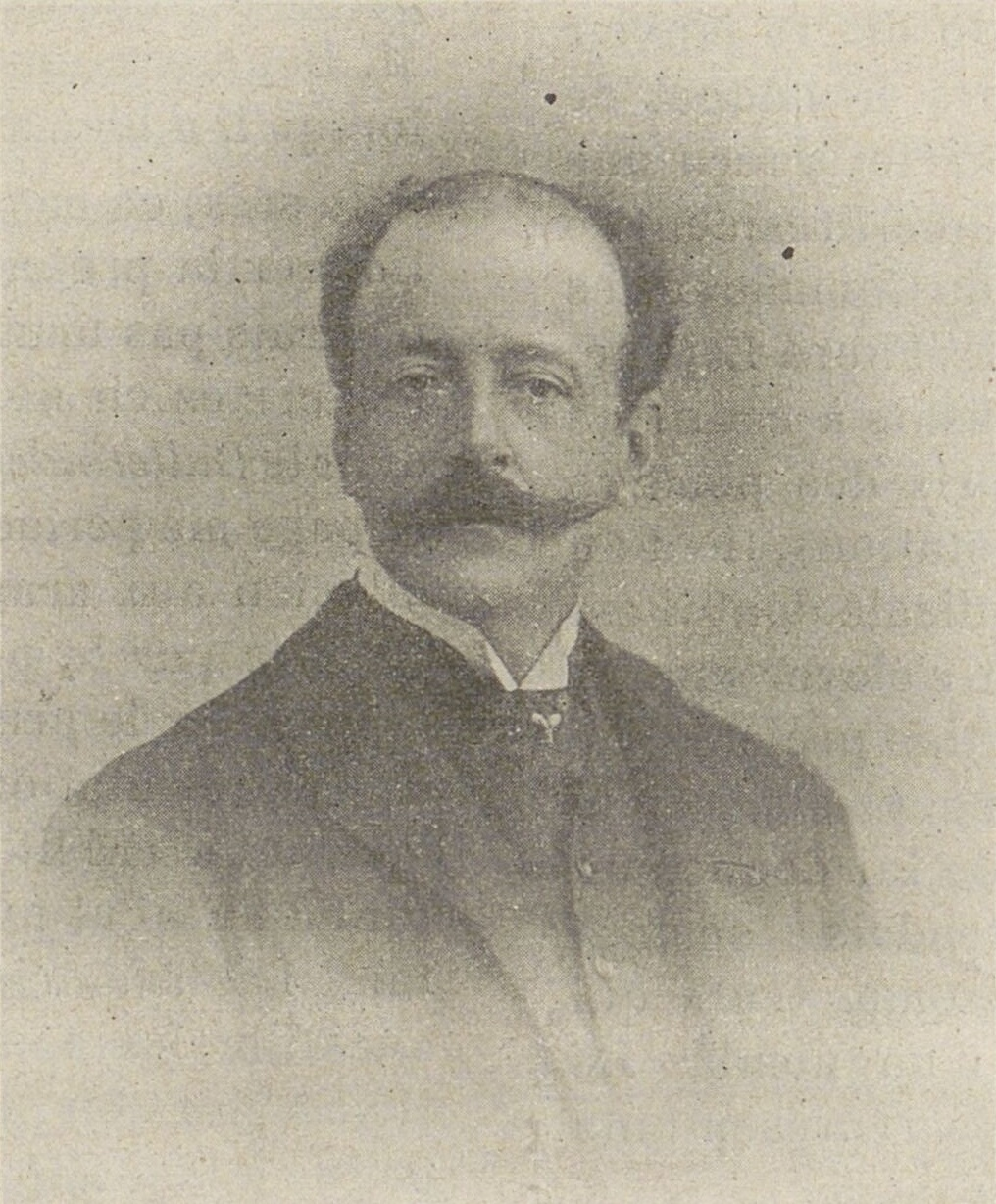
Edmond Béjot (d) (1863-1912)